# Reiningue
Reiningue è un comune francese di 1 757 abitanti situato nel dipartimento dell'Alto Reno nella regione del Grand Est.

## Monumenti e luoghi d'interesse
- Abbazia di Oelenberg

## Società

### Evoluzione demografica
Abitanti censiti